# Facteur direct d'un module
 (janvier 2023).
Si vous disposez d'ouvrages ou d'articles de référence ou si vous connaissez des sites web de qualité traitant du thème abordé ici, merci de compléter l'article en donnant les références utiles à sa vérifiabilité et en les liant à la section « Notes et références ».
Soit M un A-module. Deux sous-modules N et P sont supplémentaires lorsque M est somme directe de N et P. Ceci équivaut évidemment à :
{\displaystyle \quad M=N+P}  et  {\displaystyle \quad N\cap P=\{0\}}
Un sous-module N d'un A-module M est facteur direct s'il possède un supplémentaire.

## Propriétés
- Si N est un facteur direct de M, alors tous ses supplémentaires sont isomorphes au quotient M/N.

- Soit N un sous-module de M. Si M/N est libre, alors N est facteur direct.

- Pour que N soit facteur direct de M, il faut et il suffit qu'il existe un endomorphisme p de M (appelé projecteur) vérifiant les deux conditions suivantes :
  - {\displaystyle \quad p(M)=N}
  - {\displaystyle \quad p^{2}=p}

- Soient F et S deux sous-modules d'un A-module M. Si S est simple, alors {\displaystyle \quad S\subset F} ou {\displaystyle S\cap F=\{0\}}.

- Pour qu'un A-module soit semi-simple, il faut et il suffit que tous ses sous-modules soient facteurs directs. C'est toujours le cas si A est un corps.